# Miechocin
Miechocin, dawniej także Miechocien – jedna z najstarszych dzielnic Tarnobrzega, w granicach miasta od 1976. Graniczy z osiedlami: Nagnajów, Ocice, Przywiśle, Siarkowiec. Pierwsze osady pochodzą sprzed roku 1000, co czyni tę dzielnicę najstarszą urbanistyczną jednostką obecnego Tarnobrzega. Na terenie Miechocina znajduje się najstarszy w mieście, gotycki kościół pw. św. Marii Magdaleny – do 1922 był on siedzibą jedynej miejskiej parafii miasta. Znajduje się tu zabytkowy cmentarz na Piaskach z neogotycką kaplicą Archanioła Gabriela.
W 1629 roku właścicielem wsi w powiecie sandomierskim województwa sandomierskiego był Michał Stanisław Tarnowski.
W latach 1954–1972 wieś należała i była siedzibą władz gromady Miechocin. 
W 1934 częściowo włączony do Tarnobrzega, a w 1976 całkowicie. W latach 1973–1976 w gminie Tarnobrzeg.
Urodził się tu Wiktor Jan Wiącek – porucznik piechoty Wojska Polskiego, cichociemny.